# وولسرت
وولسرت (به لاتین: Waulsort) یک منطقهٔ مسکونی در بلژیک است که در استیر واقع شده‌است.